# 女子アナあわー アナ・てな
『女子アナあわー アナ♥てな』（じょしアナあわー アナてな）は、2008年10月26日から2010年3月28日までテレビ西日本で、月に1回のペースで放送されていた複合型のバラエティ番組である。原則として、第4日曜 12:00 - 12:55（日本標準時）に放送されていた。
本項では、関連番組の『女子アナあわー deep』（じょしアナあわー ディープ）についても併せて述べる。

## 女子アナあわー deep
『アナ♥てな』放送翌日の未明（当日深夜の日付変更後）に同局で放送されていた関連番組。こちらは3人の女性アナウンサーたちが、CMを挿まずに20分以上にわたって喋りとおすトーク番組であった。番組は公式サイトで、トークテーマに取り上げてもらいたい事を募集していた。
番組収録は、当初は『アナ♥てな』と同じスタジオで行われていたが、2009年4月からは出演者控室で行われるようになった。

## 特例放送
- 2008年12月には、歳末編成にかかる28日ではなく21日に繰り上げて放送。
- 2009年1月には、25日に大阪国際女子マラソンが行われたことから18日に繰り上げて放送。
- 2009年6月には、28日にFIFAコンフェデレーションズカップ2009（日本不出場）決勝戦中継などによる特別編成が組まれたことから、『deep』のみ翌週7月6日未明（5日深夜）に繰り下げて放送。
- 2009年7月には、26日に『FNS26時間テレビ』が放送され、かつ本番組出演者の新垣泉子もテレビ西日本の代表者として企画に参加したことから19日に繰り上げて放送。

## 出演者
高山梨香
2009年4月からは『アナ♥てな』のスタジオ進行のみを担当。同年7月末にテレビ西日本を退社したのに伴い、6月の放送が最後の出演回となった。
出口麻綾（マーヤ）
テレビ西日本を退社した高山に代わってメインを担当。
新垣泉子（もっちー）
芸能関係のインタビュー企画を多く担当。2009年6月にはVTRで出演。
ケン坊田中
「アカオニちゃん」の声の主のときには“Kenbow”名義。アナウンサーの大幅担当替えによって顔出しする場面も増え、2009年4月以降は高山に代わって『deep』に顔出し出演した。
牧尾結衣
当初はCM入り前のVTRコメントを担当していたが、2009年6月には新垣に代わって初のスタジオ出演を果たした。高山がテレビ西日本を退社してからは、『アナ♥てな』に毎回出演していた。
川﨑聡
2009年6月からナレーションで参加。
津野瀬果絵
CM入り前のVTRコメントを担当。産休入りに伴い、番組を卒業。

### てなーズ
MAKO
エレガントプロモーション所属のモデル。2009年4月26日から出演。
髙木歩美
エントリーサービスプロモーション所属。2009年5月24日から出演。
川島千鶴
エントリーサービスプロモーション所属。2009年7月19日から出演。川島初回登場の回には、キッズリポーターとして男児2名も参加していた。